# Lista de finais masculinas juvenis em duplas do US Open
Esta é a lista de finais masculinas juvenis em duplas do US Open.

## Por ano
| Ano                                                                 | Campeões                                  | Vice-campeões                           | Resultado         |
| ------------------------------------------------------------------- | ----------------------------------------- | --------------------------------------- | ----------------- |
| 2024                                                                | Maxim Mrva Rei Sakamoto                   | Denis Peták Flynn Thomas                | 7–5, 7–61         |
| 2023                                                                | Max Dahlin Oliver Ojakaar                 | Federico Bondioli Joel Schwärzler       | 3–6, 6–3, [11–9]  |
| 2022                                                                | Ozan Baris Nishesh Basavareddy            | Dylan Dietrich Juan Carlos Prado Ángelo | 6–1, 6–1          |
| 2021                                                                | Max Westphal Coleman Wong                 | Viacheslav Bielinskyi Petr Nesterov     | 6–3, 5–7, [10–1]  |
| Torneio juvenil não realizado em 2020 devido à pandemia de COVID-19 |                                           |                                         |                   |
| 2019                                                                | Eliot Spizzirri Tyler Zink                | Andrew Paulson Alexander Zgirovsky      | 7–64, 6–4         |
| 2018                                                                | Adrian Andreev Anton Matusevich           | Emilio Nava Axel Nefve                  | 6–4, 2–6, [10–8]  |
| 2017                                                                | Hsu Yu-hsiou Wu Yibing                    | Toru Horie Yuta Shimizu                 | 6–4, 5–7, [11–9]  |
| 2016                                                                | Juan Carlos Aguilar Felipe Meligeni Alves | Félix Auger-Aliassime Benjamin Sigouin  | 6–3, 7–64         |
| 2015                                                                | Félix Auger-Aliassime Denis Shapovalov    | Brandon Holt Riley Smith                | 7–5, 7–63         |
| 2014                                                                | Omar Jasika Naoki Nakagawa                | Rafael Matos João Menezes               | 6–3, 7–66         |
| 2013                                                                | Kamil Majchrzak Martin Redlicki           | Quentin Halys Frederico Ferreira Silva  | 6–3, 6–4          |
| 2012                                                                | Kyle Edmund Frederico Ferreira Silva      | Nick Kyrgios Jordan Thompson            | 5–7, 6–4, [10–6]  |
| 2011                                                                | Robin Kern Julian Lenz                    | Maxim Dubarenco Vladyslav Manafov       | 7–5, 6–4          |
| 2010                                                                | Duilio Beretta Roberto Quiroz             | Oliver Golding Jiří Veselý              | 6–1, 7–5          |
| 2009                                                                | Márton Fucsovics Hsieh Cheng-peng         | Julien Obry Adrien Puget                | 7–65, 5–7, [10–1] |
| 2008                                                                | Nikolaus Moser Cedrik-Marcel Stebe        | Henri Kontinen Christopher Rungkat      | 7–65, 3–6, [10–8] |
| 2007                                                                | Jonathan Eysseric Jérôme Inzerillo        | Grigor Dimitrov Vasek Pospisil          | 6–2, 6–4          |
| 2006                                                                | Jamie Hunt Nathaniel Schnugg              | Jarmere Jenkins Austin Krajicek         | 6–3 6–3           |
| 2005                                                                | Alex Clayton Donald Young                 | Carsten Ball Thiemo de Bakker           | 7–63, 4–6, 7–5    |
| 2004                                                                | Brendan Evans Scott Oudsema               | Andreas Beck Sebastian Rieschick        | 4–6, 6–1, 6–2     |
| Torneio de duplas não realizado em 2003 devido à chuva              |                                           |                                         |                   |
| 2002                                                                | Michel Koning Bas Van der Valk            | Brian Baker Chris Guccione              | 6–4, 6–4          |
| 2001                                                                | Tomáš Berdych Stéphane Bohli              | Brendan Evans Brett Joelson             | 6–4, 6–4          |
| 2000                                                                | Lee Childs James Nelson                   | Tres Davis Robby Ginepri                | 6–2, 6–4          |
| 1999                                                                | Julien Benneteau Nicolas Mahut            | Tres Davis Alberto Francis              | 6–4, 3–6, 6–1     |
| 1998                                                                | K. J. Hippensteel David Martin            | Andy Ram Lovro Zovko                    | 6–7, 7–6, 6–2     |
| 1997                                                                | Fernando González Nicolás Massú           | Jean-René Lisnard Michaël Llodra        | 6–4, 6–4          |
| 1996                                                                | Bob Bryan Mike Bryan                      | Daniele Bracciali Jocelyn Robichaud     | 5–7, 6–3, 6–4     |
| 1995                                                                | Jong-Min Lee Jocelyn Robichaud            | Raemon Sluiter Peter Wessels            | 7–6, 6–2          |
| 1994                                                                | Ben Ellwood Nicolás Lapentti              | Paul Goldstein Scott Humphries          | 6–2, 6–0          |
| 1993                                                                | Neville Godwin Gareth Williams            | Ben Ellwood James Sekulov               | 6–3, 6–3          |
| 1992                                                                | Jimmy Jackson Eric Taino                  | Marcelo Ríos Gabriel Silberstein        | 6–3, 6–7, 6–4     |
| 1991                                                                | Karim Alami John Laffnie de Jager         | Michael Joyce Vince Spadea              | 6–4, 6–7, 6–1     |
| 1990                                                                | Sébastien Leblanc Greg Rusedski           | Marten Renström Mikael Tillström        | 6–7, 6–3, 6–4     |
| 1989                                                                | Wayne Ferreira Grant Stafford             | Martin Damm Jan Kodeš Jr.               | 6–3, 6–4          |
| 1988                                                                | Jonathan Stark Jonathan Yancey            | Massimo Boscatto Stefano Pescosolido    | 7–6, 7–5          |
| 1987                                                                | Goran Ivanišević Diego Nargiso            | Zeeshan Ali Brett Steven                | 3–6, 6–4, 6–3     |
| 1986                                                                | Tomás Carbonell Javier Sánchez            | Jeff Tarango David Wheaton              | 6–4, 1–6, 6–1     |
| 1985                                                                | Joey Blake Darren Yates                   | Patrick Flynn David Macpherson          | 3–6, 6–3, 6–4     |
| 1984                                                                | Leonardo Lavalle Mihnea-Ion Năstase       | Agustín Moreno Jaime Yzaga              | 7–6, 1–6, 6–1     |
| 1983                                                                | Mark Kratzmann Simon Youl                 | Patrick McEnroe Brad Pearce             | 6–1, 7–6          |
| 1982                                                                | Jonathan Canter Michael Kures             | Pat Cash John Frawley                   | 7–6, 6–3          |